# Bernhard Weßling

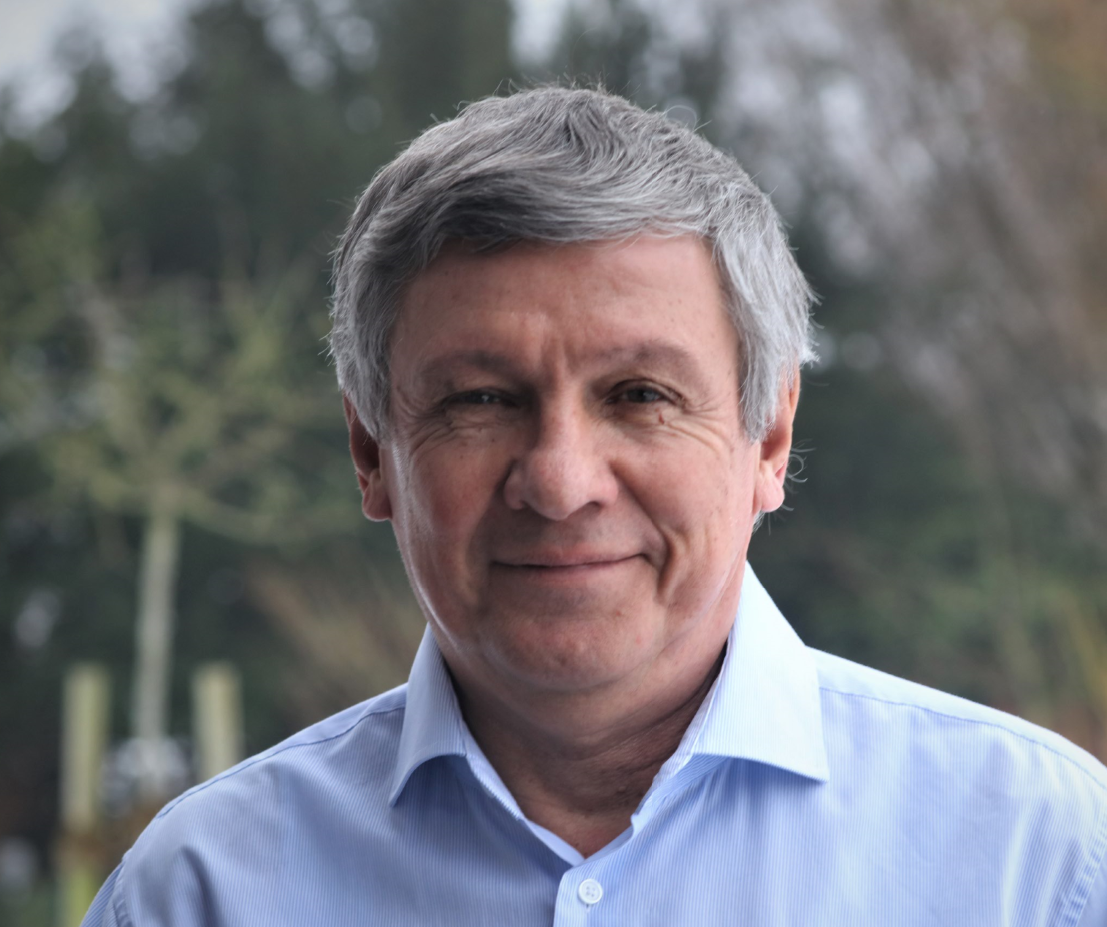
Bernhard Weßling

Bernhard Weßling (* 1951 in Herne) ist ein deutscher Chemiker, Naturforscher und Unternehmer. Seit 2025 ist er Mitglied der Leibniz-Sozietät der Wissenschaften.

## Leben
Von 1970 bis 1975 studierte Weßling Chemie in Bochum und wurde 1977 zum Dr. rer. nat. mit einer naturstoffsynthetischen und spektroskopisch-theoretischen Forschungsarbeit promoviert.
Die Entdeckung einer illegal angelegten Cyanid-Deponie in Bochum (1971), an deren Sanierung er als Chemiestudent teilnahm und die Veröffentlichung des 1. Berichts des Club of Rome, „Die Grenzen des Wachstums“, waren zusammen mit wachsendem Interesse an Natur die Auslöser für jahrzehntelange, außerberufliche Aktivitäten im Naturschutz (Kranichschutz) und eigenständige, bioakustische Kranichforschung (Verhaltensforschung).
Die dabei entwickelte Technik und die gewonnenen Erkenntnisse setzte er bei seiner aktiven Mitarbeit an dem komplexen Artenrettungsprojekt „Schreikranich“ mit der „Operation Migration“ und der „International Crane Foundation“ in den USA und Kanada ein.
In seinem Beruf und seiner unternehmerischen Tätigkeit waren chemische Produkte und Verfahren, die zu mehr Nachhaltigkeit führen, zentrale Aufgabenstellungen. Nebenberuflich engagiert er sich seit 2009 als Investor und war von 2017 bis Juni 2025 einer der Geschäftsführer eines biolandwirtschaftlichen Betriebs.
In seiner Freizeit ist er begeisterter Naturfotograf, aktiver Fußballer (Torwart) und Taucher (mit 600 Tauchgängen PADI Master Scuba Diver und zertifizierter Rettungstaucher). Er nahm u. a. 2005 an einer meeresbiologischen Forschungsexpedition des „Aldabra Marine Programme“ nach Aldabra (Seychellen) teil, um dort die Wiederbesiedlung und das Korallenwachstum nach der Korallenbleiche 1998 zu dokumentieren.

## Berufliche Tätigkeiten
Nach der Promotion trat er zunächst in ein Ingenieur-Beratungsunternehmen ein (SAPCO GmbH, Düsseldorf) und baute dort die Abteilung „Chemie“ auf. 1981 wechselte er zu einem kleinen Chemieunternehmen, der Ahrensburger Zipperling Kessler & Co (ZKC) und übernahm dort die Leitung des Labors. 1984 übernahm er die Geschäftsführung und wurde nach kurzer Zeit auch Gesellschafter.
1994 gründete er die Firma Ormecon GmbH als Tochtergesellschaft der ZKC, verkaufte 1995 das operative Geschäft der ZKC an die Clariant AG und konzentrierte sich mit der Ormecon GmbH auf die weitere Forschung, Produktentwicklung, Herstellung und Vermarktung des für die Firma patentierten Organischen Metalls (leitfähigen Polymers) Polyanilin. Schwerpunkte der Vermarktung sind der Korrosionsschutz (durch Passivierung) und lötfähige Endoberflächen für Leiterplatten. Es gelang, die Ormecon-Technologie für spezielle Anwendungen für mehrere Chemiefirmen weltweit zu lizenzieren.
Als die Herstellung dieser elektronischen Produkte Anfang der 2000er Jahre nach Asien und dort vermehrt nach China verlagert wurde, gewann Ormecon auch in China erste Kunden. Weßling ging Anfang 2005 selbst nach China, lebte und arbeitete dort über 13 Jahre. Er baute den Markt für Ormecon in der Elektronik-Industrie in Asien mit Schwerpunkt China auf. Die Firma erreichte etwa 2010 damit weltweit die Marktführerschaft in diesem Endoberflächen-Segment.
Im Jahr 2018 ging er zurück nach Deutschland, wo er sich nebenberuflich dem Kattendorfer Hof widmet. Des Weiteren ist er als Sachbuchautor tätig.

## Forschungsschwerpunkte
Seine wissenschaftlichen Arbeiten begannen 1978 mit der Entwicklung eines patentierten Verfahrens zur Herstellung hoch mit Füllstoffen angereicherter Polyolefine.
Ab 1981 konzentrierte sich seine Forschung auf die Dispersionstechnologie in thermoplastischen Polymeren.
Ab 1990 rückte die nicht-gleichgewichts-thermodynamische Betrachtung von Dispersionen und Emulsionen in den Fokus. Diese Forschung führte zur Entwicklung einer neuen Theorie, welche z. B. die Perkolationstheorie ablöste. Zeitgleich gelang in Zusammenarbeit mit der Universität Köln der Nachweis, dass Polyanilin ein nanometallisches Leitfähigkeitsverhalten zeigt, vergleichbar mit konventionellen Nanometallen.
1993 wurde zudem der sogenannte Isolator-Metall-Übergang in leitfähigen Polymeren entdeckt und erforscht, was zur Entwicklung eines praktisch nutzbaren „Organischen Metalls“ führte.
Mit speziellen Verfahren gelang 2004 die Erzeugung von dünnen Schichten mit einer makroskopisch messbaren Leitfähigkeit von > 100 S/cm bis knapp unter 1000 S/cm. In Zusammenarbeit mit einer russischen und einer deutschen Universitäts-Forschergruppe konnte mit Elektronenspinresonanz-Messungen eine intrinsische Leitfähigkeit (des metallischen Kerns der Nanopartikel) von 103 bis 104 S/cm (nahe der Leitfähigkeit von Kupfer), die bislang makroskopisch nicht erreicht wurde, gefunden werden.
Ein weiteres Forschungsfeld eröffnete sich ab 2015 mit der Optimierung von Produktionsprozessen. Eine ingenieurtechnische Innovation ermöglichte die Verbesserung der Emulsionsstrukturen durch den Ersatz von Pumpen durch Propeller. Diese Neuentwicklung führte 2016 zur ersten parameterfreien Theorie der Turbulenz nicht-newtonscher Flüssigkeiten.
In jüngster Zeit versucht er das Konzept der Nachhaltigkeit aus einer thermodynamischen Perspektive zu betrachten. 2024 wurde das Prinzip „Entropie als Kriterium für Nachhaltigkeit“ vorgeschlagen und auf Kohlenstoffdioxid-Entfernungstechnologien wie Direct Air Capture, CO2-Abscheidung und -Speicherung und Carbon Capture and Utilization angewendet.
Neben der naturwissenschaftlichen Forschung spielte der Natur- und Artenschutz eine wichtige Rolle in seinem Leben. Von 1985 bis 2023 hatte er in verschiedenen Projekten, unter anderem in Deutschland, Japan, Korea und Nordamerika, aktiv am Schutz von Kranichen gearbeitet. Hierbei wurde von ihm eine bioakustische Methode zur individuellen Identifikation von Kranichen entwickelt, die insbesondere zur Rettung des bedrohten Schreikranichs in Nordamerika entscheidend beitrug.

## Veröffentlichungen (Auswahl)
Weßling hat über 160 wissenschaftliche und technische Publikationen in Fachzeitschriften und Büchern verfasst und mehr als 30 Patente international angemeldet und erteilt bekommen.

### Artikel
- B. Weßling: New Insight into Organic Metal Polyaniline Morphology and Structure. In: Polymers. Band 2, Nr. 4, S. 786–798, doi:10.3390/polym2040786.
- B. Weßling: Critical Shear Rate - the Instability Reason for the Creation of Dissipative Structures in Polymers. In: Polymers, Z. Phys. Chem. Band 191, S. 119–135, doi:10.1524/zpch.1995.191.Part_1.119.
- mit Helmut Z Baumert: On turbulence in dilatant dispersions. In: Physica Scripta. Band 91, Nr. 7, 1. Juli 2016, ISSN 0031-8949, S. 074003, doi:10.1088/0031-8949/91/7/074003.
- mit V.I. Krinichnyi, H.-K. Roth, M. Schrödner: EPR study of polyaniline highly doped by p-toluenesulfonic acid. In: Polymer. Band 47, Nr. 21, Oktober 2006, S. 7460–7468, doi:10.1016/j.polymer.2006.08.025.
- mit D. Srinivasan, G. Rangarajan, T. Mietzner, W. Lennartz: Dispersion-induced insulator-to-metal transition in polyaniline. In: The European Physical Journal E. Band 2, Nr. 3, Juli 2000, ISSN 1292-8941, S. 207–210, doi:10.1007/PL00013668.
- B. Weßling: Passivation of metals by coating with polyaniline: Corrosion potential shift and morphological changes. In: Advanced Materials. Band 6, Nr. 3, März 1994, ISSN 0935-9648, S. 226–228, doi:10.1002/adma.19940060309.
- B. Weßling: Beitrag zur Diskussion um die Morphologie von polyacetylen. In: Die Makromolekulare Chemie. Band 185, Nr. 6, Juni 1984, ISSN 0025-116X, S. 1265–1275, doi:10.1002/macp.1984.021850619.

### Monographien
- Der Ruf der Kraniche: Expeditionen in eine geheimnisvolle Welt. 1. Auflage. Goldmann Verlag, 2023, ISBN 978-3-03098282-9.
- Was für ein Zufall! - Über Unvorhersehbarkeit, Komplexität und das Wesen der Zeit. 1. Auflage. Springer Nature, 2022, ISBN 978-3-658-37754-0.
- Was für ein Zufall - Zum Ursprung von Unvorhersehbarkeit, Komplexität, Krisen und Zeit. 2. Auflage. Springer Nature, 2025, ISBN 978-3-658-46426-4.